# Carl Correns
Carl Erich Correns (München, 1864. szeptember 19. – Berlin, 1933. február 14.) német botanikus és genetikus, aki elsősorban az öröklődés alapelveit újra felfedezte Gregor Mendel e témában írt korábbi cikkéből és erre felhívta az ezen alapelveket újra felfedező Hugo de Vries figyelmét is. Botanikai szakmunkákban nevének rövidítése: „Correns”.

## Élete
1885-ben kezdte el tanulni a Müncheni Egyetemen. Botanikát, kémiát és fizikát tanult a müncheni és grazi egyetemen. 1889-ben Hamburgban doktorált Carl Wilhelm von Nägeli vezetésével, az algasejtfalak vastagságának növekedésével foglalkozó disszertációjával. Ezután Gottlieb Haberlandt asszisztenseként dolgozott a Grazi Egyetem Botanikai Intézetében, Simon Schwendenernél a Berlini Egyetemen és Wilhelm Pfeffernél a Lipcsei Egyetemen. 1892-ben feleségül vette  Elisabeth Widmer botanikust. 

### Mendel újrafelfedezése
1892-ben, a Tübingeni Egyetemen Correns kísérleteket kezdett a növények tulajdonságainak öröklődését vizsgálva. Correns 1900. január 25-én publikálta első tanulmányát, amelyben Charles Darwint és Mendelt is idézte, felismerve a genetika jelentőségét az evolúcióban. Correns "G. Mendel's Law Concerning the Behavior of the Progeny of Racial Hybrids" (G. Mendel törvénye a faji hibridek utódainak viselkedéséről)” című cikkében megismételte Mendel eredményeit, mint „a szegregáció törvényét”, és bevezette a „független választék törvényét”.

### Citoplazmatikus öröklődés
Miután újra felfedezte a kromoszómális öröklődéssel magyarázható mendeli öröklődési törvényeket, kísérleteket végzett a Mirabilis jalapa négyórás növénnyel, hogy a tarka (zöld és fehér foltos) levelek színének öröklődését illetően szembetűnő ellenpéldákat kutasson Mendel törvényeivel szemben. Correns azt találta, hogy míg a mendeli tulajdonságok a forrásszülő nemétől függetlenül viselkednek, a levelek színe nagymértékben függ attól, hogy melyik szülő melyik tulajdonsággal rendelkezik. Például egy fehér ágról származó petesejt beporzása egy másik fehér terület pollenjével fehér utódokat eredményezett, ami a recesszív gén előrejelzett eredménye. A zöld stigmán használt zöld pollen minden zöld utódnemzedéket eredményezett, ami egy domináns gén esetében várt eredmény. Ha azonban zöld pollen megtermékenyített egy fehér stigmát, akkor az utódok fehérek voltak, de ha a donorok neme megfordult (fehér pollen a zöld stigmán), az utódok zöldek.
Ezt a nem mendeli öröklődési mintát később egy iojap nevű génre vezették vissza, amely egy kis fehérjét kódol, amely a kloroplaszt riboszóma megfelelő összeállításához szükséges. Annak ellenére, hogy az iojap Mendel szabályai szerint válogat, ha az anya homozigóta recesszív, akkor a fehérje nem termelődik, a kloroplaszt riboszómák nem képződnek, és a plazmid működésképtelenné válik, mivel a riboszómák nem importálhatók az organellumba . Az utódok rendelkezhetnek az iojap funkcionális másolataival, de mivel a kloroplasztiszok a legtöbb zárvatermő növényben kizárólag az anyától származnak, az előző generációban inaktiváltak lettek volna, és így fehér növényeket adnak. Ezzel szemben, ha egy fehér apát funkcionális kloroplasztiszokkal rendelkező zöld anyával párosítanak, az utódok csak funkcionális kloroplasztiszokat örökölnek, és így zöldek lesznek. 1909-es cikkében a tarka levelek színét a citoplazmatikus öröklődés első meggyőző példájaként állapította meg.

## Tagságai
- 1924 óta a Bajor Tudományos Akadémia levelező tagja volt.
- 1925-ben választották a Leopoldina Német Természettudományos Akadémia tagjává.[17]

## Írásai
- Untersuchungen über die Vermehrung der Laubmoose durch Brutorgane und Stecklinge, Gustav Fischer, Jena 1899.
- G. Mendels Regel über das Verhalten der Nachkommenschaft der Rassenbastarde. In: Berichte der Deutschen Botanischen Gesellschaft 18, Gebrüder Borntraeger, Berlin 1900, 158–168. oldal (Archive)
- Über Levkojenbastarde – Zur Kenntnis der Grenzen der Mendelschen Regeln. In: Botanisches Centralblatt 84, Gebrüder Gotthelft, Cassel 1900, 97–113. oldal (Archive.) → Erstmalige Beschreibung der Genkopplung.
- Experimentelle Untersuchungen über die Entstehung der Arten auf botanischem Gebiet. In: Archiv für Rassen- und Gesellschafts-Biologie 1, Archiv-Gesellschaft, Berlin 1904, 27–52. oldal (Archive.)
- szerk.: Gregor Mendels Briefe an Carl Nägeli 1866–1873: Ein Nachtrag zu den veröffentlichten Bastardierungsversuchen Mendels. In: Abhandlungen der Mathematisch-Physischen Klasse der Königlich-Sächsischen Gesellschaft der Wissenschaften 29, 3, 1905 bzw. 1906: 189–265. ISBN 978-3-8370-4176-7
- Die Bestimmung und Vererbung des Geschlechtes, nach Versuchen mit höheren Pflanzen In: Verhandlungen der Gesellschaft Deutscher Naturforscher und Ärzte, 79. Versammlung zu Dresden 1907, Zweiter Teil. F. C. W. Vogel, Leipzig 1908, 229–231. oldal (Archive)
- Vererbungsversuche mit blass(gelb)grünen und buntblättrigen Sippen bei Mirabilis Jalapa, Urtica pilulifera und  Lunaria annua. In: Zeitschrift für induktive Abstammungs- und Vererbungslehre Band 1, Heft 4, Gebrüder Borntraeger, Berlin 1909, 291–328. oldal (Archive)
- Zur Kenntnis der Rolle von Kern und Plasma bei der Vererbung. In: Zeitschrift für induktive Abstammungs- und Vererbungslehre Band 2, Heft 4, Gebrüder Borntraeger, Berlin 1909, 331–340. oldal (Archive)
- mit Alfred Fischel, Ernst Küster und Wilhelm Roux: Terminologie der Entwicklungsmechanik der Tiere und Pflanzen. Wilhelm Engelmann, Leipzig 1912 (Archive)
- Gesammelte Abhandlungen zur Vererbungswissenschaft aus periodischen Schriften 1899-1924, Julius Springer Berlin 1924

## Fordítás
- Ez a szócikk részben vagy egészben  a   Carl Correns című angol Wikipédia-szócikk fordításán alapul.  Az eredeti cikk szerkesztőit annak laptörténete sorolja fel. Ez a jelzés csupán a megfogalmazás eredetét és a szerzői jogokat jelzi, nem szolgál a cikkben szereplő információk forrásmegjelöléseként.
- Ez a szócikk részben vagy egészben  a   Carl Correns című német Wikipédia-szócikk fordításán alapul.  Az eredeti cikk szerkesztőit annak laptörténete sorolja fel. Ez a jelzés csupán a megfogalmazás eredetét és a szerzői jogokat jelzi, nem szolgál a cikkben szereplő információk forrásmegjelöléseként.